# Ракув (Великопольське воєводство)
Ракув (пол. Raków) — село в Польщі, у гміні Ленка-Опатовська Кемпінського повіту Великопольського воєводства.
Населення — 433 особи (2011).
У 1975-1998 роках село належало до Каліського воєводства.

## Демографія
Демографічна структура станом на 31 березня 2011 року:
|          | Загалом | Допрацездатний вік | Працездатний вік | Постпрацездатний вік |
| -------- | ------- | ------------------ | ---------------- | -------------------- |
| Чоловіки | 213     | 42                 | 152              | 19                   |
| Жінки    | 220     | 50                 | 125              | 45                   |
| Разом    | 433     | 92                 | 277              | 64                   |